# سیگما² خرچنگ
سیگما² خرچنگ یک ستاره است که در صورت فلکی خرچنگ قرار دارد.